# Chloridolum sieversi
Chloridolum sieversi là một loài bọ cánh cứng trong họ Cerambycidae.